# Dungarpur (Distrikt)
Der Distrikt Dungarpur (Hindi डूंगरपुर जिला) ist ein Distrikt im westindischen Bundesstaat Rajasthan.
Die Fläche beträgt 3.770 km². Verwaltungssitz ist die gleichnamige Stadt Dungarpur.

## Bevölkerung
Die Einwohnerzahl liegt bei 1.388.906 (2011), mit 698.069  Männern und 690.837 Frauen.